# Homogeneïtat
L'homogeneïtat és la qualitat o estat de ser homogeni, és a dir, de la mateixa o similar naturalesa, o també que té una estructura uniforme. De vegades l'homogeneïtat es troba en la natura i de vegades és provocada per interessos humans.

## Significats
El terme procedeix de dos termes grecs: ὀμός (omos, «igual, semblant») i γενoς (genos, «llinatge, gènere, naixement, origen»). L'homogeneïtat té significats en diversos camps:
1. En electrònica. Significa que un camp elèctric és uniforme, això vol dir que té la mateixa tensió i la mateixa direcció en cada punt del camp, i que tots els punts experimenten les mateixes condicions físiques.
2. En física:
  - Un material construït amb components diferents pot ser descrit com efectivament homogeni quan interacciona amb un camp de radiació directe (llum, freqüències de microones, etc.)[1][2]
  - Però en física, homogeni normalment significa que es descriu un material o sistema que té les mateixes propietats a cada punt de l'espai; en altres paraules, uniforme sense irregularitats.
  - També en física, la paraula homogeni descriu una substància o un objecte les propietats del qual no varien amb la posició. Per exemple, un objecte de densitat uniforme de vegades es descriu com homogeni.[3][4]
3. Una altra ús de la paraula homogeni és per descriure una substància que és de composició uniforme.[5]
4. En matemàtica, l'homogeneïtat té la connotació d'invariància.

## Homogeneïtzació de líquids

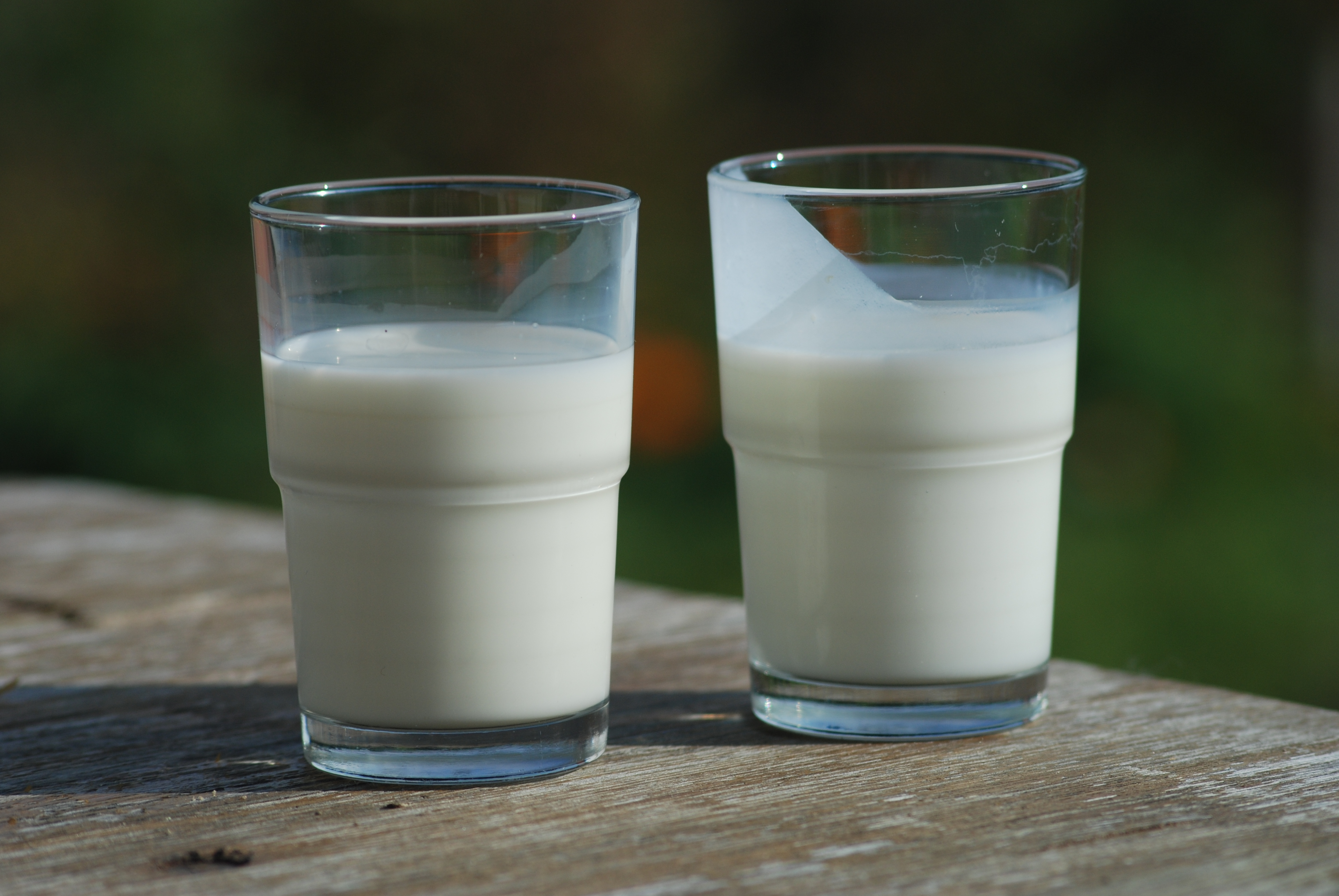
L'homogeneïtat és requerida en l'elaboració de productes làctics.

De vegades, a la indústria hi ha productes que se sotmeten a processos d'homogeneïtzació per tal de barrejar líquids de diferent densitat, és a dir, que entre si no són miscibles. Per aconseguir-ho el líquid més dens (en el cas de la llet és la nata) es trenquen les seves molècules en altres més petites de manera que els dos components semblen homogenis i es poden barrejar formant una sola substància homogènia en forma d'emulsió.
En el cas de la llet el mètode generalment consisteix a introduir llet sencera, tal com arriba de les granges, forçant-la a passar, aplicant altes pressions, per uns foradets que la deriven a un recipient on arriba ja homogeneïtzada. Un altre mètode emprat és fent servir: extrusors, mecanismes de molturació o batedores per l'obtenció de col·loides. L'homogeneïtzació de la llet és un pas essencial en la indústria dels derivats làctics per a evitar diversos nivells de concentració del greix i de sabor dins d'un mateix producte.

## Altres aplicacions

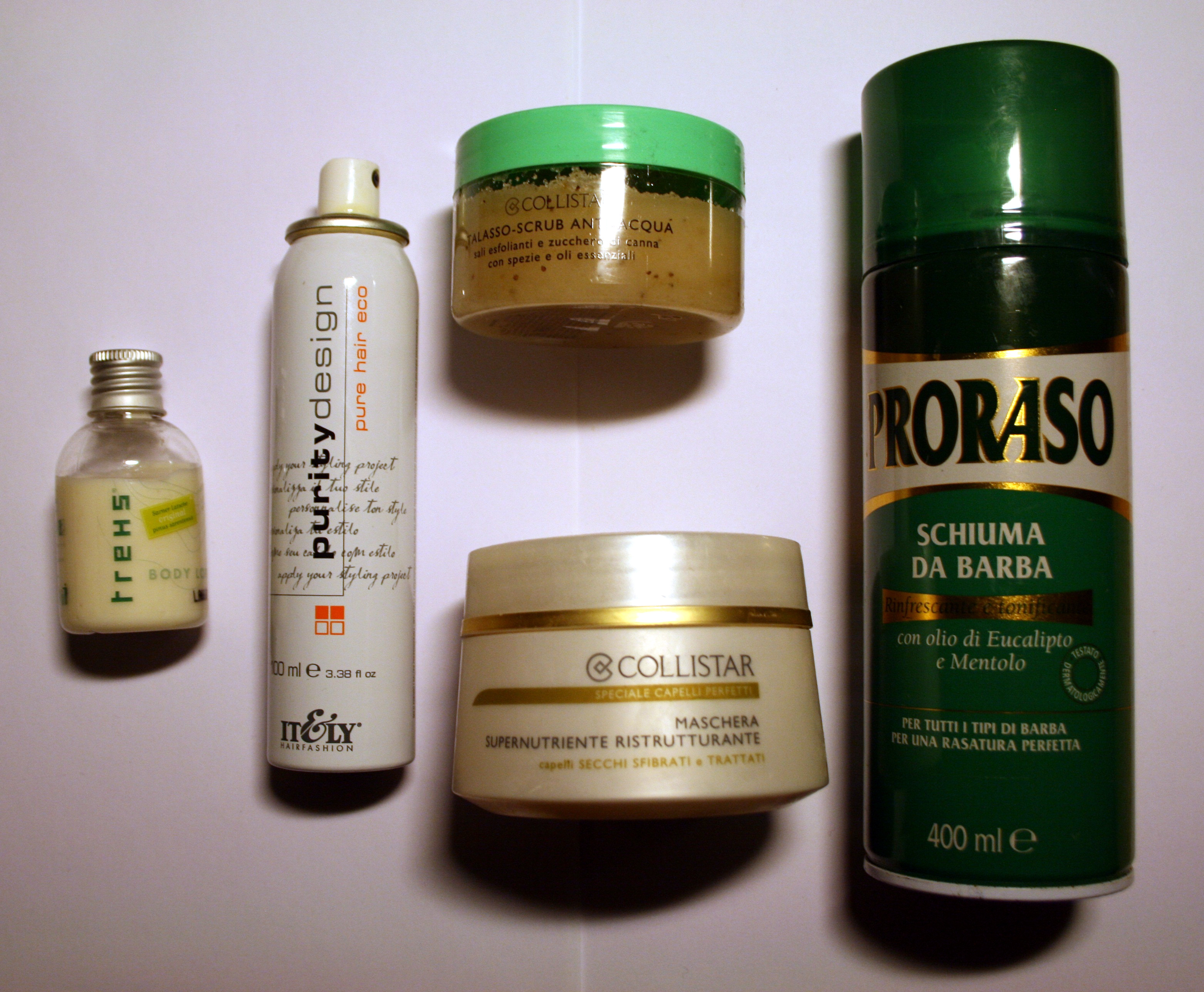
L'homogeneïtat és necessària en l'elaboració de productes cosmètics i farmacèutics.

L'homogeneïtzació s'aplica a la fabricació de refrescs, com ara els fets amb cola. La mescla dels seus components se sotmet a una intensa homogeneïtzació, de fins a 35.000 pascals, i així els components no tornen a separar-se durant el període d'emmagatzematge o distribució.
També és emprat en farmacèutica i en cosmètica per aconseguir la uniformitat de les seves propietats.